# Функция на Манголд
Функцията на Манголд е аритметична фунция намираща широко приложение в аналитичната теория на числата. Бележи се с {\displaystyle \Lambda (n)} и е дефинирана по следния начин:
{\displaystyle \Lambda (n)={\begin{cases}\log p&{\text{ако }}n=p^{k}{\text{ за някое просто число }}p{\text{ и естественото }}k\geq 1,\\0&{\text{ в противния случай.}}\end{cases}}}
Стойностите на Λ(n) за първите 9 естествени числа са:
{\displaystyle 0,\log 2,\log 3,\log 2,\log 5,0,\log 7,\log 2,\log 3.}
Въвеждането на Функцията на Манголд се обуславя от приложението й:
{\displaystyle \ln n=\sum _{d\mid n}\Lambda (d)} т.е. {\displaystyle \Lambda (n)=-\sum _{d\mid n}\mu (d)\ln(d)},
където {\displaystyle \mu } е функция на Мьобиус, а сумирането е за целите числа d, които са делители на n.